# Kaugurieši
Pour plus de détails, voir Fiche technique et Distribution.
Kaugurieši est une fiction historique letto-soviétique en noir et blanc, l'adaptation du roman éponyme de Kārlis Zariņš (lv) réalisée par Voldemārs Pūce. C'est le premier long métrage produit par les studios Rīgas Mākslas filmu studija du temps de la République socialiste soviétique de Lettonie, mais le tournage avait débuté en 1940, avant l'occupation de la Lettonie par l'URSS. La première projection a eu lieu en 1941.

## Synopsis
L'histoire se déroule en 1802, dans le Gouvernement de Livonie alors sous Empire russe. À la suite de l'instauration de l'impôt par tête, on assiste au soulèvement des paysans, refusant effectuer la corvée. Vīteļu Pēteris prend la tête de la révolte sur le domaine de Kauguri. Un haut fonctionnaire de l'Empire russe, von Ungern-Sternberg est précipité sur place, accompagné de l'unité de grenadiers menés par le major Kapoustine, pour faire régner l'ordre. Un affrontement inégal commence.

## Fiche technique
- Titre original : Kaugurieši
- Réalisation : Voldemārs Pūce
- Scénario : Voldemārs Pūce
- Directeur de la photographie : Voldemārs Upītis
- Musique : Bruno Skulte
- Directeur artistique : Romans Suta
- Société de production : Rīgas Mākslas filmu studija
- Pays de production :  Lettonie -  Union soviétique
- Dates de sortie : 2000
- Genre : drame
- Langue : letton
- Durée : 70 minutes